# Шадманов, Алишер Каюмович
Алишер Каюмович Шадманов (узб. Алишер Қаюмович Шадманов/Alisher Qayumovich Shadmanov) — узбекистанский врач, деятель образования и функционер в области спорта и здравоохранения. Доктор медицинских наук, профессор. В 2017—2020 гг. — министр здравоохранения Республики Узбекистан

## Биография
Родился в 1962 году в Фергане. В 1985 году закончил Андижанский государственный медицинский институт им. Калинина (лечебный факультет).
В 1985—1987 гг. — клинический ординатор по урологической специальности Андижанского государственного медицинского института.
В 1987—1990 гг. — аспирант кафедры урология Московского института повышения квалификации.
В 1990—1993 гг. — ассистент курсов урологии кафедры хирургии Андижанского государственного медицинского института, заместитель декана лечебного факультета.
В 1993—1996 гг. — главный врач клиники Андижанского государственного медицинского института.
В 1996—2000 гг. — заведующий отделом здравоохранения города Андижана.
В 2000—2004 гг. — проректор по духовно-просветительской части Андижанского государственного медицинского института.
В 2004—2009 гг. — декан факультета педиатрии Андижанского государственного медицинского института.
В 2009—2010 гг. — проректор по учебной части Андижанского государственного медицинского института.
В 2010—2015 гг. — ректор Андижанского государственного медицинского института.
В 2016—2017 гг. — депутат Законодательной палаты Олий Мажлиса Республики Узбекистан.
В 2017—2020 гг. — министр здравоохранения Республики Узбекистан.
С ноября 2020 года — ректор Ташкентской Медицинской Академии
С августа 2023 года - первый заместитель министра здравоохранения Республики Узбекистан, при сохранении должности ректора Ташкентской Медицинской Академии.